# Lac El Peñol
Le lac El Peñol ou lac Guatapé (espagnol : Embalse Peñol-Guatapé) est un lac de barrage situé dans le département d'Antioquia, en Colombie.  

## Géographie
Le lac El Peñol est situé à 40 km à l'est de la ville de Medellín, chef-lieu du département, sur le cours du río Nare. Il est bordé par les municipalités de El Peñol, Guatapé et Alejandría. 
Avec un volume de 1 235 millions de m3, c'est la troisième plus importante retenue d'eau du pays derrière le lac de Betania et le lac de Urrá.